# Kornhochheim
Kornhochheim is een dorp in de Duitse landgemeente Nesse-Apfelstädt in het Landkreis Gotha in Thüringen. In 1974 werd de tot dan zelfstandige gemeente toegevoegd aan Neudietendorf, dat in 2009 opging in de landgemeente.